# إيمورتل تكنيك
إيمورتل تكنيك (Immortal Technique) هو الاسم الفني لمغني الراب الأمريكي فيليب آندرس كورونيل (ولد في 19 فبراير 1978) صاحب الأصول التي تعود إلى البيرو. كما أنه ناشط اجتماعي، ولد فيليب في ليما بالبيرو وتربى وترعرع في هارلم، نيويورك. معظم كلمات أغانيه تركز على المشاكل اليومية والعالمية، وتناقش عن الطبقية، والفقر، والدين، والسياسة، والعنصرية.

## نبذة
ولد فيليب في مستشفى عسكري بليما سنة 1978. وهاجرت عائلته سنة 1980 إلى هارلم هرباً من الحرب الأهلية في البيرو. وقد تم القبض عليه عدة مرات من قبل الشرطة بسبب ما أسماه «سلوكاً طفولياً وأنانياً». وأرتاد كلية هنتر الثانوية التي تقع في جنوب شرق منهاتن. ثم ألتحق بجامعة ولاية بنسيلفانيا وقد تم الفبض عليه عدة مرات خلال هذه المدة بسبب تهمة الاعتداء والمشادة مع بعض من زملائه مما أدى إلى الحكم عليه بالسجن لمدة عام كامل. ولكنه قد تم إطلاق سراحه بشروط، فقرر أخذ دروس في العلوم السياسية في جامعة باروك بنيويورك وذلك بعد الاتفاق مع أبيه بالعيش عنده بشرط الدراسة. وقد طور كورونيل قدراته الغنائية في فن الراب بينما كان في السجن. وقد بدأ في بيع موسيقاه في شوارع نيويورك لعدم تواجد وظيفة متوفرة ومرضية الأجر. وقد كان يمارس «مواجهات الراب» كثيراً كلما سنحت الفرصة مما أدى إلى تطوير مهاراته كثيراً.

## ألبوماته
في عام 2001 أطلق إيمورتل تكنيك ألبومه الأول باسم Revolutionary Vol. 1 بدون أي مساندة من شركات توزيع أو إنتاج، فقد أنهى هذا الألبوم بواسطة أموال الجوائز التي حاز عليها من «مواجهات الراب» التي خاضها. كما أن الألبوم قد أحتوى على أغنية Dance With The Devil (الرقص مع الشيطان). التي تمت الإشارة إليها في مجلة "The Source" في عدد شهر نوفمبر من عام 2002 في قائمة المغنين البارزين والملحوظين الغير متبنين من قبل أي شركات إنتاج أو توزيع.

## روابط خارجية
- إيمورتل تكنيك على موقع IMDb (الإنجليزية)
- إيمورتل تكنيك على موقع ميوزك برينز (الإنجليزية)
- إيمورتل تكنيك على موقع أول ميوزيك (الإنجليزية)
- إيمورتل تكنيك على موقع ديسكوغز (الإنجليزية)
- إيمورتل تكنيك على موقع قاعدة بيانات الفيلم (الإنجليزية)